# Religia w Mozambiku
| Wyznanie                | Spis 1997 | Spis 2007 | Spis 2017 |
| ----------------------- | --------- | --------- | --------- |
| Chrześcijanie           | 49,1%     | 56,1%     | 59,8%     |
| Katolicyzm              | 23,8%     | 28,4%     | 27,2%     |
| Kościoły syjonistyczne  | 17,5%     | 15,5%     | 15,6%     |
| Ewangelikalizm          | 7,8%      | 10,9%     | 15,3%     |
| Anglikanizm             | –         | 1,3%      | 1,7%      |
| Muzułmanie              | 17,8%     | 17,9%     | 18,9%     |
| Brak religii (animiści) | 23,1%     | 18,7%     | 14%       |
| Inne i nieokreślone     | 10,0%     | 7,3%      | 7,3%      |

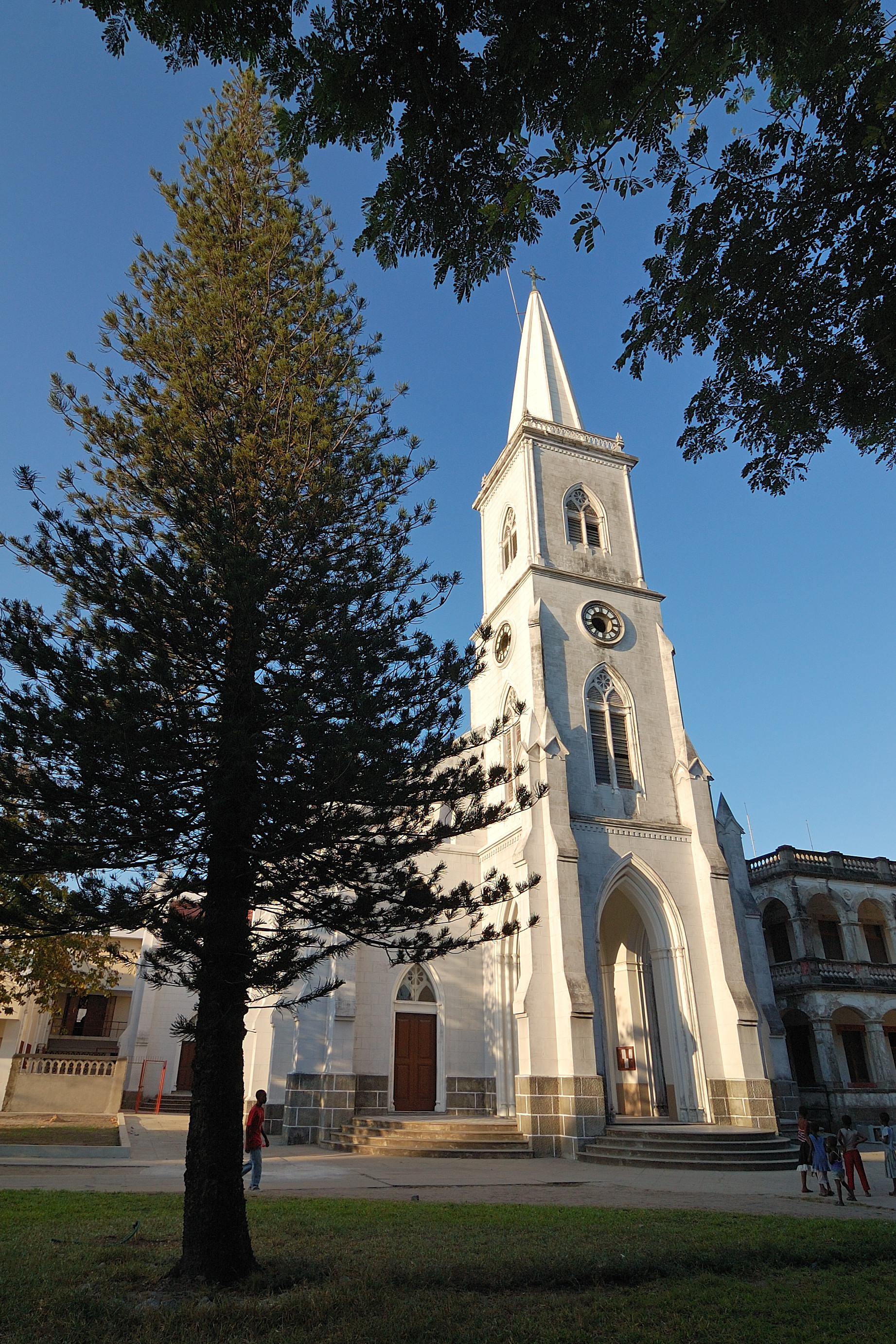
Katedra Matki Bożej Różańcowej w Beira

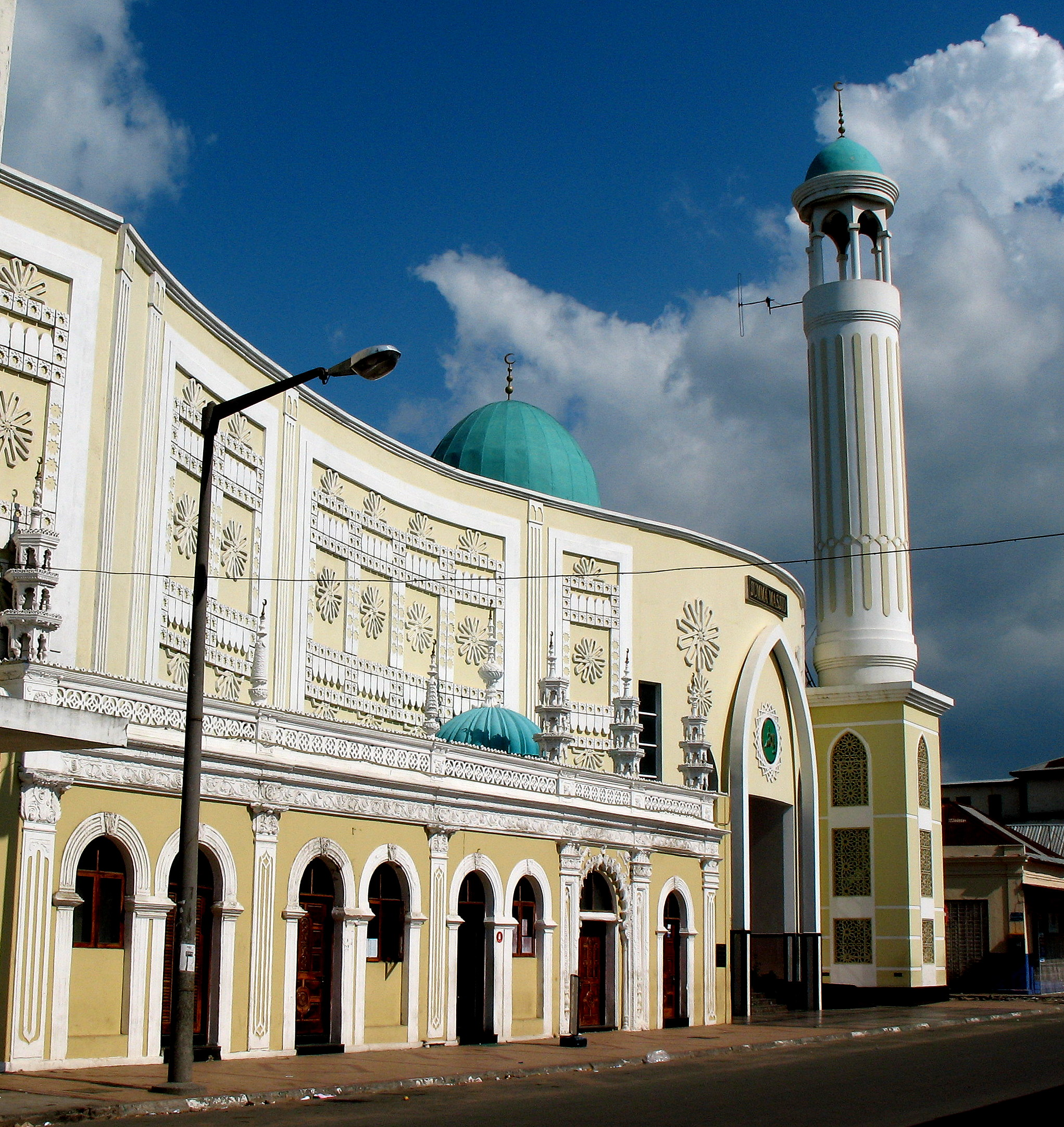
Meczet w centrum Maputo

Według najnowszego spisu ludności przeprowadzonego przez Narodowy Instytut Statystyki w 2017 roku 59,8% ludności Mozambiku była chrześcijańska, 18,9% to muzułmanie, 14% było bez religii i 7,3% wyznawało inne religie.
Wspólnoty religijne są rozproszone po całym kraju. W północnych prowincjach dominują głównie muzułmanie, zwłaszcza wzdłuż pasa wybrzeża, ale niektóre obszary północny wewnątrz mają silniejszą koncentrację wspólnot protestanckich i katolickich. Protestanci i katolicy są bardziej liczni w regionach południowych i centralnych, ale muzułmańska mniejszość również występuje w tych obszarach.
Krajowa Dyrekcja Spraw Religijnych w Ministerstwie Sprawiedliwości stwierdza, że chrześcijanie ewangelikalni stanowią najszybciej rosnącą grupę religijną w kraju. Wspólnoty religijne dążą do nawracania populacji z różnych kierunków etnicznych, politycznych, ekonomicznych i rasowych. Rośnie także południowoazjatycka populacja imigrantów, wyznających głównie islam.
W 2018 roku istnieje 913 grup i 232 organizacje religijne zarejestrowane w Departamencie Wyznań Religijnych Ministerstwa Sprawiedliwości. Główne chrześcijańskie grupy religijne to: katolicy, kościoły syjonistyczne i inne niezależne kościoły afrykańskie, zielonoświątkowcy, baptyści (zob. baptyści w Mozambiku), adwentyści dnia siódmego, kalwini, anglikanie i metodyści.
Zdecydowana większość muzułmanów to sunnici i sufici, jest także szyicka mniejszość pochodzenia południowoazjatyckiego.
Zarejestrowani są także żydzi, hinduiści i buddyści, którzy stanowią bardzo niewielki odsetek populacji.
Konstytucja gwarantuje wolność wyznania, a rząd generalnie przestrzega tego prawa w praktyce.

## Działalność terrorystyczna
Od 2017 roku zaobserwowano działalność grupy terrorystycznej Ansar al-Sunna. Doszło wtedy do ataków zbrojnych na cele w Cabo Delgado. W najbardziej krwawym ataku w 2020 roku, w Xitaxi, w dzielnicy Muidumbe, 52 osoby zostały zamordowane po tym, jak miejscowi odmówili rekrutacji w szeregi organizacji. Terroryści islamscy dążą do ustanowienia kalifatu islamistycznego w regionie bogatym w gaz. Niepokoje zmusiły setki tysięcy mieszkańców do przesiedleń.

## Statystyki
Lista głównych religii i denominacji, według książki Operation World (2010), kiedy ludność Mozambiku wynosiła 23,4 mln:
| Religie/kościoły                                                | Liczba wiernych | Procent ludności |
| --------------------------------------------------------------- | --------------- | ---------------- |
| Tradycyjne religie plemienne                                    | 7 508 539       | 32,1%            |
| Kościół katolicki                                               | 4,82 mln        | 20,6%            |
| Islam                                                           | 4 353 455       | 18,6%            |
| Niezależne Kościoły Afrykańskie (AICs) i Kościoły syjonistyczne | 3,35 mln        | 14,3%            |
| Zielonoświątkowcy                                               | 1 423 260       | 6,1%             |
| Inne niezależne kościoły                                        | 530 tys.        | 2,26%            |
| Baptyści (2)                                                    | 415 tys.        | 1,77%            |
| Kościół Adwentystów Dnia Siódmego                               | 334 tys.        | 1,43%            |
| Kościół Prezbiteriański                                         | 125 tys.        | 0,53%            |
| Kościół Anglikański                                             | 122 tys.        | 0,52%            |
| Kościół Nazarejczyka                                            | 115 tys.        | 0,49%            |
| Metodyści (2)                                                   | 106 tys.        | 0,45%            |
| Kościół Reformowany w Mozambiku                                 | 105 tys.        | 0,45%            |
| Kościół Boży (Anderson)                                         | 75 tys.         | 0,32%            |
| Świadkowie Jehowy                                               | 35 207          | 0,15%            |

- W 2022 roku Świadkowie Jehowy zgłaszają 81 719 głosicieli w 1551 zborach[9].